# Shenqiornis
Shenqiornis es un género extinto de aves Enantiornithes, datado en el período Cretácico Inferior en el Miembro Qiaotou de la formación Huajiying, en el norte de Hebei, en la actual China. No se conoce con certeza su edad, pero el Miembro Qiaotou puede ser correlacionado con la conocida formación Yixian, por lo que probablemente data de hace cerca de 122 millones de años.

## Descripción
El espécimen encontrado tiene un cráneo relativamente bien conservado, del tipo diápsido, similar en cierta medida al de Confuciusornis. Su dentadura es única entre los Enantiornithes.